# 金吾暗沙
金吾暗沙是位于南沙群岛东南部的一个水下暗礁，在榆亚暗沙东南约8海里。长9公里，宽约4.5公里。环礁完整，礁湖水深，无礁门。1935年中华民国水陆地图审查委员会公布的名称为“西南社礁”，1947年中华民国内政部方域司公布的名称和1983年中华人民共和国中国地名委员会公布的标准名称均为“金吾暗沙”。西方文献一般称为“South West Shoal”或“Shouthwest Shea”。